# Hoa hậu Quốc tế 2010
Hoa hậu Quốc tế 2010 là cuộc thi Hoa hậu Quốc tế lần thứ 50 được tổ chức tại Sichuan Province Gymnasium ở Thành Đô, Trung Quốc. 70 thí sinh tham dự cuộc thi năm nay tới Sơn Đông từ ngày 20 tháng 10 và di chuyển tới Thành Đô vào ngày 22 tháng 10. Đây là kỷ lục của cuộc thi này. Trong đêm chung kết, Hoa hậu Quốc tế 2009, Anagabriela Espinoza đã trao vương miện cho Elizabeth Mosquera đến từ Venezuela.

Các quốc gia và vùng lãnh thổ tham gia Hoa hậu Quốc tế 2010 và kết quả.

## Kết quả cuộc thi

### Thứ hạng
| Kết quả              | Thí sinh |
| -------------------- | --- |
| Hoa hậu Quốc tế 2010 | - Venezuela – Elizabeth Mosquera |
| Á hậu 1              | - Thái Lan – Piyaporn Deejing |
| Á hậu 2              | - Trung Quốc – Yuan Siyi |
| Top 15               | - Nhật Bản – Etsuko Kanagae - Peru – Laura Spoya - Hàn Quốc – Ko Hyeon-yeong - Philippines – Krista Kleiner - Costa Rica – Mariela Aparicio - Puerto Rico – Aideliz Hidalgo - Pháp – Florima Treiber - Tây Ban Nha – Desirée Pana - Ấn Độ – Neha Hinge - Serbia – Anja Šaranović - Đức – Johanna Acs - Thổ Nhĩ Kỳ – Dilay Korkmaz |

### Các giải thưởng đặc biệt
| Giải thưởng                 | Thí sinh                          |
| --------------------------- | --------------------------------- |
| Hoa hậu Thân thiện          | - Indonesia – Zukhriatul Hafizah  |
| Hoa hậu Ảnh                 | - Mexico – Gabriela Palacio       |
| Trang phục dân tộc đẹp nhất | - Brazil – Lílian Lopes Pereira   |
| Hoa hậu Tài năng            | - Philippines – Krista Kleiner    |
| Hoa hậu qua mạng            | - Trung Quốc – Yuan Siyi          |
| Miss Garden Hotel           | - Ukraine – Inna Bezobchuk        |
| Đại sứ thiện chí            | - Mauritius – Anaïs Veerapatren   |
| Hoa hậu Năng động           | - Mông Cổ – Badamtsetseg Batmunkh |
| Miss Expressive             | - Philippines – Krista Kleiner    |
| Hoa hậu Thanh lịch          | - Nhật Bản – Etsuko Kanagae       |
| Best Figure                 | - Lithuania – Enrika Trepkute     |

## Thí sinh tham gia
Tổng cộng 70 người đẹp tham dự cuộc thi:
| Quốc gia/Vùng lãnh thổ | Thí sinh              | Tuổi | Chiều cao               | Quê hương              |
| ---------------------- | --------------------- | ---- | ----------------------- | ---------------------- |
| Aruba                  | Ivana Werleman        | 22   | 1,69 m (5 ft 6+1⁄2 in)  | Santa Cruz             |
| Úc                     | Charlotte Mastin      | 19   | 1,76 m (5 ft 9+1⁄2 in)  | Maitland               |
| Bahamas                | Carlrita Robinson     | 19   | 1,68 m (5 ft 6 in)      | Nassau                 |
| Belarus                | Darya Saladukha       | 21   | 1,77 m (5 ft 9+1⁄2 in)  | Minsk                  |
| Bỉ                     | Claudia Scheelen      | 24   | 1,73 m (5 ft 8 in)      | Tremelo                |
| Bolivia                | Ximena Vargas         | 24   | 1,75 m (5 ft 9 in)      | Santa Cruz             |
| Brazil                 | Lílian Lopes Pereira  | 19   | 1,73 m (5 ft 8 in)      | Manaus                 |
| Canada                 | Katie Starke          | 20   | 1,80 m (5 ft 11 in)     | Uxbridge               |
| Chile                  | Tanya Del Solar       | 24   | 1,66 m (5 ft 5+1⁄2 in)  | Santiago               |
| Trung Quốc             | Yuan Siyi             | 20   | 1,76 m (5 ft 9+1⁄2 in)  | Hoàng Thạch            |
| Trung Hoa Đài Bắc      | Chen Yi-Wen           | 22   | 1,70 m (5 ft 7 in)      | Đài Bắc                |
| Colombia               | Viviana Gómez         | 22   | 1,73 m (5 ft 8 in)      | Yotoco                 |
| Costa Rica             | Mariela Aparicio      | 23   | 1,75 m (5 ft 9 in)      | San Isidro del General |
| Cộng hòa Séc           | Lucie Smatanová       | 24   | 1,74 m (5 ft 8+1⁄2 in)  | Kochánky               |
| Đan Mạch               | Nadia Pederson        | 20   | 1,74 m (5 ft 8+1⁄2 in)  | Copenhagen             |
| Cộng hòa Dominica      | Sofinel Báez          | 20   | 1,82 m (5 ft 11+1⁄2 in) | Nagua                  |
| Ecuador                | Andrea Suárez         | 24   | 1,80 m (5 ft 11 in)     | Loja                   |
| Phần Lan               | Susanna Turja         | 21   | 1,73 m (5 ft 8 in)      | Helsinki               |
| Pháp                   | Florima Treiber       | 23   | 1,80 m (5 ft 11 in)     | Colmar                 |
| Georgia                | Tamar Pilishvili      | 20   | 1,82 m (5 ft 11+1⁄2 in) | Tbilisi                |
| Đức                    | Johanna Acs           | 18   | 1,74 m (5 ft 8+1⁄2 in)  | Eschweiler             |
| Hy Lạp                 | Maria Tsagkaraki      | 21   | 1,76 m (5 ft 9+1⁄2 in)  | Heraklion              |
| Guadeloupe             | Amandine Coowar       | 20   | 1,75 m (5 ft 9 in)      | Saint-Claude           |
| Guam                   | Lalaine Mercado       | 21   | 1,68 m (5 ft 6 in)      | Dededo                 |
| Guatemala              | Claudia Garcia        | 21   | 1,71 m (5 ft 7+1⁄2 in)  | Chimaltenango          |
| Hawaii                 | Leilani Marie Soon    | 25   | 1,68 m (5 ft 6 in)      | Honolulu               |
| Hồng Kông              | Lý Tuyết Oánh         | 24   | 1,65 m (5 ft 5 in)      | Hồng Kông              |
| Ấn Độ                  | Neha Hinge            | 24   | 1,78 m (5 ft 10 in)     | Dewas                  |
| Indonesia              | Zukhriatul Hafizah    | 23   | 1,73 m (5 ft 8 in)      | Padang                 |
| Ý                      | Veronica Iafelice     | 20   | 1,73 m (5 ft 8 in)      | Bologna                |
| Jamaica                | Lesa-gayle Wee Tom    | 21   | 1,68 m (5 ft 6 in)      | Kingston               |
| Nhật Bản               | Etsuko Kanagae        | 24   | 1,70 m (5 ft 7 in)      | Osaka                  |
| Kenya                  | Fiona Konchellah      | 21   | 1,80 m (5 ft 11 in)     | Nairobi                |
| Hàn Quốc               | Ko Hyeon-yeong        | 21   | 1,75 m (5 ft 9 in)      | Busan                  |
| Latvia                 | Annija Alvatere       | 20   | 1,74 m (5 ft 8+1⁄2 in)  | Riga                   |
| Liban                  | Daniella Rahme        | 20   | 1,70 m (5 ft 7 in)      | Sydney                 |
| Lithuania              | Enrika Trepkute       | 23   | 1,77 m (5 ft 9+1⁄2 in)  | Šiauliai               |
| Ma Cao                 | Mandy Ye              | 22   | 1,73 m (5 ft 8 in)      | Ma Cao                 |
| Malaysia               | Chuah Shee Peng       | 24   | 1,75 m (5 ft 9 in)      | Kuala Lumpur           |
| Martinique             | Yasmina Varsovie      | 19   | 1,80 m (5 ft 11 in)     | Fort-de-France         |
| Mauritius              | Anaïs Veerapatren     | 24   | 1,78 m (5 ft 10 in)     | Curepipe               |
| Mexico                 | Gabriela Palacio      | 21   | 1,80 m (5 ft 11 in)     | Aguascalientes         |
| Mông Cổ                | Badamtsetseg Batmunkh | 18   | 1,75 m (5 ft 9 in)      | Ulaanbaatar            |
| Nepal                  | Sanyukta Timsina      | 19   | 1,74 m (5 ft 8+1⁄2 in)  | Kathmandu              |
| Hà Lan                 | Jorien Harst          | 26   | 1,83 m (6 ft 0 in)      | Amsterdam              |
| New Zealand            | Ina Ivanova           | 24   | 1,70 m (5 ft 7 in)      | Auckland               |
| Nicaragua              | Indira Rojas          | 24   | 1,74 m (5 ft 8+1⁄2 in)  | Rivas                  |
| Na Uy                  | Marion Dyrvik         | 21   | 1,75 m (5 ft 9 in)      | Eidsdal                |
| Panama                 | Michelle Ostler       | 23   | 1,72 m (5 ft 7+1⁄2 in)  | Thành phố Panama       |
| Paraguay               | María José Paredes    | 20   | 1,73 m (5 ft 8 in)      | Ciudad del Este        |
| Peru                   | Laura Spoya           | 19   | 1,75 m (5 ft 9 in)      | Lima                   |
| Philippines            | Krista Kleiner        | 21   | 1,73 m (5 ft 8 in)      | Manila                 |
| Ba Lan                 | Zaneta Sitko          | 23   | 1,82 m (5 ft 11+1⁄2 in) | Koszalin               |
| Puerto Rico            | Aideliz Hidalgo       | 24   | 1,80 m (5 ft 11 in)     | Santurce               |
| Nga                    | Anna Danilova         | 21   | 1,73 m (5 ft 8 in)      | Moskva                 |
| Serbia                 | Anja Šaranović        | 21   | 1,77 m (5 ft 9+1⁄2 in)  | Vrnjačka Banja         |
| Singapore              | Tan Yong Ying         | 22   | 1,70 m (5 ft 7 in)      | Singapore              |
| Slovakia               | Tatiana Kohutova      | 18   | 1,77 m (5 ft 9+1⁄2 in)  | Zvolen                 |
| Nam Phi                | Matapa Maila          | 25   | 1,75 m (5 ft 9 in)      | Polokwane              |
| Tây Ban Nha            | Desirée Panal         | 20   | 1,76 m (5 ft 9+1⁄2 in)  | Jerez de la Frontera   |
| Sri Lanka              | Ornella Gunesekere    | 18   | 1,71 m (5 ft 7+1⁄2 in)  | Colombo                |
| Thụy Điển              | Cecilia Ragnarsson    | 24   | 1,72 m (5 ft 7+1⁄2 in)  | Uppsala                |
| Tahiti                 | Tehani Maono          | 23   | 1,78 m (5 ft 10 in)     | Moorea                 |
| Thái Lan               | Piyaporn Deejing      | 22   | 1,73 m (5 ft 8 in)      | Băng Cốc               |
| Thổ Nhĩ Kỳ             | Dilay Korkmaz         | 20   | 1,82 m (5 ft 11+1⁄2 in) | Ankara                 |
| Ukraine                | Inna Bezobchuk        | 24   | 1,76 m (5 ft 9+1⁄2 in)  | Kiev                   |
| Anh Quốc               | Katharine Brown       | 23   | 1,81 m (5 ft 11+1⁄2 in) | Dunblane               |
| Hoa Kỳ                 | Casandra Tressler     | 25   | 1,80 m (5 ft 11 in)     | Damascus               |
| Venezuela              | Elizabeth Mosquera    | 19   | 1,77 m (5 ft 9+1⁄2 in)  | Valera                 |
| Việt Nam               | Chung Thục Quyên      | 23   | 1,72 m (5 ft 7+1⁄2 in)  | Thành phố Hồ Chí Minh  |

## Chú ý

### Lần đầu tham gia
- Lithuania
- Mauritius

### Trở lại
| - Lần cuối tham gia vào năm 1989: - Jamaica - Lần cuối tham gia vào năm 1995: - Đan Mạch - Lần cuối tham gia vào năm 2000: - Guam - Tahiti | - Lần cuối tham gia vào năm 2005: - Nepal - Lần cuối tham gia vào năm 2006: - Kenya - Lần cuối tham gia vào năm 2007: - Chile - Costa Rica | - Tham gia lần cuối năm 2008: - Guatemala - Hawaii - Ý - New Zealand - Serbia - Sri Lanka - Thụy Điển - Ukraine |

### Bỏ cuộc
- Argentina
- Cuba
- El Salvador
- Ethiopia
- Gabon
- Honduras
- Kyrgyzstan
- Moldova
- Quần đảo Bắc Mariana
- Romania
- Sudan
- Tanzania
- Uganda